# Barbara Bush
 Denne artikel omhandler den tidligere førstedame i USA. For hendes barnebarn, se Barbara Bush (født 1981).
Barbara Pierce Bush (født 8. juni 1925, død 17. april 2018) var hustru til USA's 41. præsident George H.W. Bush, og var landets førstedame fra 1989 til 1993. Hun var mor til USA's tidligere præsident George W. Bush og Floridas tidligere guvernør Jeb Bush, og søster til Scott Pierce.

## Tidligt liv
Barbara Bush var datter af Pauline og Marvin Pierce, som senere blev chef for McCall Corporation. Hun voksede op i New York-forstaden Rye og kom senere på kostskolen Ashley Hall i Charleston, South Carolina.
En af hendes forfædre, New England-kolonisten Thomas Pierce, var også forfader til USA's 14. præsident Franklin Pierce.

## Ægteskab og familie
Barbara Pierce var 16 år gammel, da hun mødte George H. W. Bush, der på det tidspunkt var i gang med sit sidste år på Phillips Academy i Andover, Massachusetts. Halvandet år senere blev de to forlovet, umiddelbart før George Bush drog af sted for at gøre tjeneste som pilot i 2. verdenskrig.
Da han kom tilbage på orlov, var Barbara Pierce droppet ud af Smith College i Northampton, Massachusetts. To uger senere, 6. januar 1945 blev de to gift.
Efter krigen dimitterede George Bush fra Yale-universitetet, og de flyttede til Midland, Texas. De fik seks børn: George, Pauline Robinson "Robin" (20. december 1949 – 11. oktober 1953, hvor hun døde af leukæmi), Jeb, Neil, Marvin og Dorothy Walker. I denne periode skabte George et oliefirma.
Hun levede frem til sin død den 17. april 2018 i Houston, Texas. Bush-familien har også et sommerhus i Kennebunkport, Maine.

## Karriere
Barbara Bush var i bestyrelsen for 'AmeriCares' og 'The Mayo Clinic' og stod i spidsen for hendes egen 'Barbara Bush Foundation'.
Barbara Bush har skrevet to bøger, Millie's Book, 1990, og en selvbiografi Barbara Bush: A Memoir, 1994.
To skoler i Texas, en i Houston og en i Dallas-forstaden, Grand Prairie, er opkaldt efter hende. Det er den ene af George W. Bushs døtre også.
Barbara Bush døde 17. april 2018 i en alder af 92 år.